# Jeleńczewo
Jeleńczewo (prononcé en polonais : [jɛlɛɲˈt͡ʂɛvɔ]) est un village polonais de la gmina de Śrem dans la powiat de Śrem de la voïvodie de Grande-Pologne dans le centre-ouest de la Pologne.
Il se situe à environ 10 kilomètres au sud-ouest de Śrem (siège de la gmina et du powiat) et à 43 kilomètres au sud de Poznań (capitale régionale).

## Histoire
De 1975 à 1998, le village faisait partie du territoire de la voïvodie de Poznań.

Depuis 1999, Jeleńczewo est situé dans la voïvodie de Grande-Pologne.